# Élection gouvernorale de 2024 au Dakota du Nord
L' élection gouvernorale de 2024 au Dakota du Nord a lieu le 5 novembre 2024 afin d'élire le gouverneur et le lieutenant-gouverneur de l'État américain du Dakota du Nord.
Le gouverneur sortant républicain Doug Burgum ne se représente pas. Le républicain Kelly Armstrong est élu pour lui succéder.

## Contexte
Le gouverneur sortant républicain Doug Burgum, élu en 2016 et réélu en 2020, annonce en juin 2023 candidater à l'investiture républicaine pour l'élection présidentielle. Il se retire finalement avant le début des primaires républicaines en faveur de Donald Trump annonce ne pas se représenter comme gouverneur. Son lieutenant-gouverneur Brent Sandord ayant démissionné en janvier 2023, Burgum a nommé Tammy Miller pour le remplacer jusqu'à la fin de son mandat. Cette dernière a ensuite annoncé se présenter pour succéder à Burgum au poste de gouverneur.

## Système électoral
Le gouverneur du Dakota du Nord et le lieutenant-gouverneur du Dakota du Nord sont élus pour un mandat de quatre ans au scrutin uninominal majoritaire à un tour.

## Primaire républicaine

### Candidats
- Kelly Armstrong, représentant des États-Unis pour le district du Dakota du Nord
  - colistière : Michelle Strinden, représentante du Dakota du Nord
- Tammy Miller, lieutenant-gouverneure du Dakota du Nord
  - colistier : Josh Tiegen, commissaire du département du commerce du Dakota du Nord

### Résultats
| Candidat et colistier | Candidat et colistier             | Voix   | %     |  |
| --------------------- | --------------------------------- | ------ | ----- |  |
|                       | Kelly Armstrong Michelle Strinden | 67 704 | 73,20 |  |
|                       | Tammy Miller Josh Tiegen          | 24 784 | 26,80 |  |
|                       |                                   |        |       |  |
| Total                 | Total                             | 92 488 | 100   |  |

## Primaire démocrate

### Candidats
- Merrill Piepkorn, sénateur du Dakota du Nord
  - colistier : Patrick Hart

### Résultats
| Candidat et colistier | Candidat et colistier        | Voix    | %   |  |
| --------------------- | ---------------------------- | ------- | --- |  |
|                       | Merill Piepkorn Patrick Hart | inconnu | 100 |  |
|                       |                              |         |     |  |
| Total                 | Total                        | inconnu | 100 |  |

## Autres partis et candidats
- Michael Coachman, ancien combattant (Indépendant)
  - colistier : Lydia Gessele

## Sondages
| Institut                  | Date       | Échantillon | Armstrong (R) | Piepkorn (D) | Coachman (I) | Autres/Indécis |
| ------------------------- | ---------- | ----------- | ------------- | ------------ | ------------ | -------------- |
| Institut                  | Date       | Échantillon |               |              |              | Autres/Indécis |
| Public Opinion Strategies | 19/06/2024 | 500         | 61 %          | 22 %         | 11 %         | 6 %            |

## Résultats
| Candidat et colistier    | Candidat et colistier             | Parti       | Voix    | %     |
| ------------------------ | --------------------------------- | ----------- | ------- | ----- |
|                          | Kelly Armstrong Michelle Strinden | Républicain | 246 471 | 68,40 |
|                          | Merrill Piepkorn Patrick Hart     | Démocrate   | 93 767  | 26,00 |
|                          | Michael Coachman Lydia Gessele    | Indépendant | 20 274  | 5,60  |
|                          |                                   |             |         |       |
| Votes valides            |                                   |             |         |       |
| Votes blancs et nuls     |                                   |             |         |       |
| Total                    | Total                             | Total       |         | 100   |
| Abstention               |                                   |             |         |       |
| Inscrits / participation |                                   |             |         |       |